# Driver (ippica)
Nell'ippica il driver è il guidatore del cavallo nelle gare di trotto.
Il driver, seduto su un carrozzino a due ruote chiamato sulky, comanda i movimenti del cavallo grazie alle redini.
I guidatori non professionisti sono definiti Gentlemen Drivers, così come nel galoppo tali interpreti sono definiti Gentlemen Riders.
Tra i più famosi driver italiani vanno annoverati Sergio Brighenti (detto Il Pilota), Vivaldo Baldi (detto Decione), Nello Bellei (detto Ivan), Enrico Bellei, figlio di Nello, e Giampaolo Minnucci, guidatore di Varenne, il miglior cavallo trottatore di sempre.